# Hundhetsning

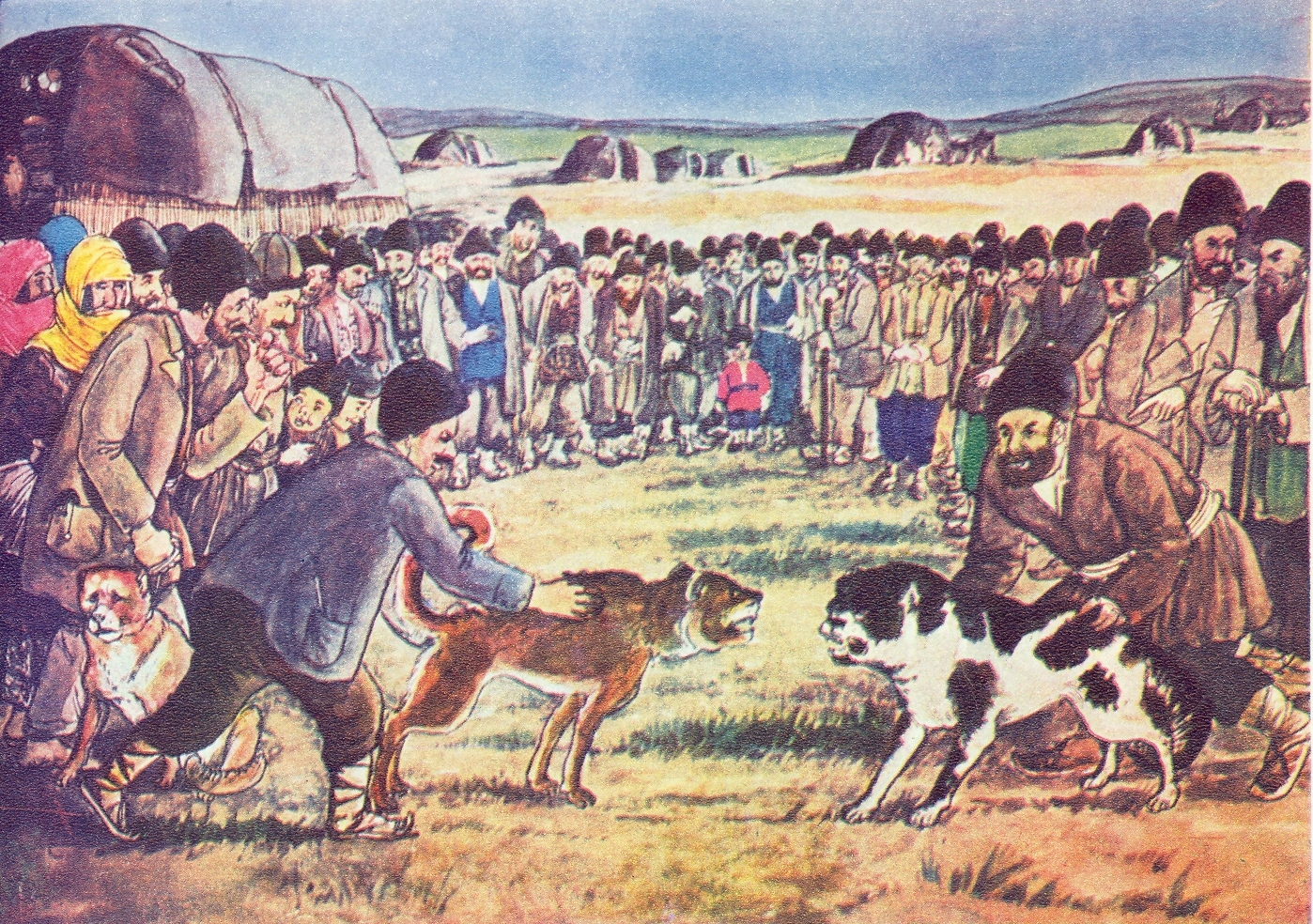
Hundhetsning

Hundhetsning är en kamp mellan två eller fler hundar, så kallade kamphundar, arrangerad av människor för underhållningen och vadslagning. Denna form av djurhetsning har lång tradition.
Kampen pågår ofta till en av hundarna utses till vinnare, vilket inträffar när motståndarhunden eller hundarna inte längre kan rivas eller bitas, dör eller flyr. Ibland utses inte en vinnare, exempelvis när hundägarna avbryter kampen. Även om inte hunden dör under kampen kan kamphundar behöva avlivas efteråt på grund av sina skador.
Hundhetsning genererar pengar genom uppfödning, biljettintäkter, tävlingsavgifter och genom vadslagning. I många länder, till exempel Sverige, är det idag (2018) förbjudet med hundhetsning och kategoriseras som djurplågeri, medan det i länder som Japan, delar av Ryssland, och Albanien fortfarande (2013) är lagligt.